# Amazona brasiliensis
El papagayo de cara roja o amazona colirroja (Amazona brasiliensis) es una especie de ave psitaciforme de la familia Psittacidae nativa del sudeste de Brasil, concretamente de las regiones costeras de los estados de São Paulo y Paraná.

## Descripción
Su longitud es de 36 a 37 cm, y pesa aproximadamente 425 g. La mayoría de su plumaje es de color verde; la frente es roja, mientras en el resto de la cabeza predominan colores azulados y lilas. Tiene un pico amarillento con una punta negruzca en la mandíbula superior, un anillo ocular gris pálido e iris naranja. Los juveniles tienen un plumaje más opaco e iris marrones.

## Hábitat
Esta especie está asociada con el sistema de la mata atlántica y vive en bosques y manglares cerca de la costa. Esta especie está restringida casi por completo a las tierras bajas, y por lo general se encuentra en altitudes por debajo de los 200 m s. n. m., aunque a veces alcanza altitudes de hasta 700 m.

## Comportamiento
Generalmente se encuentran en parejas o bandadas, que ocasionalmente pueden contar con varios cientos de individuos en la temporada no reproductiva. Principalmente anida y se reproduce en las islas costeras.

### Alimentación
La mayor parte de la búsqueda de alimento tiene lugar en el continente cercano, donde los loros buscan principalmente frutas, pero su dieta también incluye semillas, flores, néctar y, en raras ocasiones, insectos.

### Reproducción
Se reproduce en manglares y bosques costeros en islas. La temporada de reproducción dura de septiembre a febrero, cuando los loros ponen tres o cuatro huevos en las cavidades naturales de los árboles, que incuban de 27 a 28 días y el período de emplumamiento de los pichones es de 50 a 55 días adicionales.

## Amenazas y conservación
Las principales amenazas del papagayo de cara roja son la destrucción de hábitat por tala de árboles e incendios forestales y la caza por el comercio ilegal de loros como mascotas, y es por ello que la Unión Internacional para la Conservación de la Naturaleza lo cataloga como especie vulnerable. Es por ello que te suplicamos no comprar loros de manera ilegal, pues estarías contribuyendo a la extinción de este bello animal.